# Manuscrito Kullamaa
O Manuscrito Kullamaa (em estoniano:  Kullamaa käsikiri) é um manuscrito considerado a fonte mais antiga que contém textos mais longos (no total, cerca de 150 palavras) na língua estoniana. Esses textos foram escritos por volta de 1524-1532 pelos clérigos Johannes Lelow e pelo seu sucessor Konderth Gulerth.
O manuscrito consiste em duas orações ("Pater noster" e "Ave Maria") e um credo ("Credo").
Os textos foram descobertos em 1923 por Paul Johansen. Os textos estão armazenados nos Arquivos da Cidade de Tallinn.